# Dolfin i otoci
Dolfin i otoci este o arie protejată (sit de importanță comunitară — SCI) din Croația întinsă pe o suprafață de 1.097,42 ha, integral marine.

## Localizare
Centrul sitului Dolfin i otoci este situat la coordonatele 44°42′33″N 14°40′04″E / 44.709294°N 14.667767°E.

## Înființare
Situl Dolfin i otoci a fost declarat sit de importanță comunitară în iulie 2013 pentru a proteja un număr necunoscut de specii din flora spontană și fauna sălbatică aflate în arealul zonei.

## Biodiversitate
Situată în ecoregiunea marină mediteraneană, aria protejată conține 1 habitat natural: Straturi cu Posidonia (Posidonion oceanicae).
La baza desemnării sitului se află un număr nedeclarat de specii protejate.